# Misilmeri
Misilmeri (sicilià Musulumeli) és un municipi italià, situat a la regió de Sicília i a la ciutat metropolitana de Palerm. L'any 2008 tenia 25.572 habitants. Limita amb els municipis de Belmonte Mezzagno, Bolognetta, Casteldaccia, Ficarazzi, Marineo, Palerm, Santa Cristina Gela, Santa Flavia i Villabate.

## Administració
| Període | Identitat        | Partit        |
| ------- | ---------------- | ------------- |
| 2006-   | Salvatore Badami | la Margherita |

## Galeria d'imatges

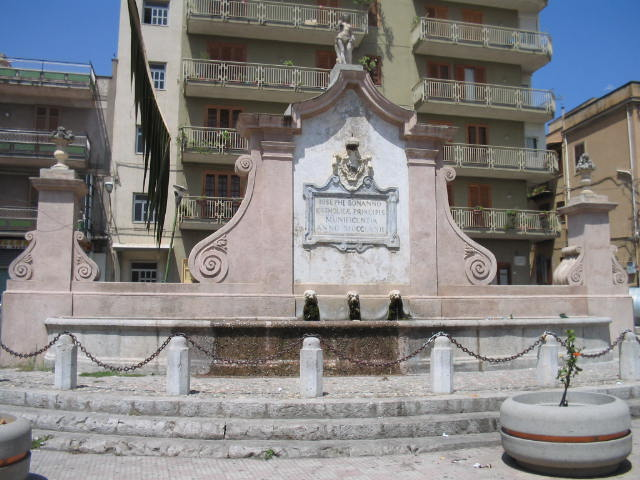
La Fontana Nuova (1722)
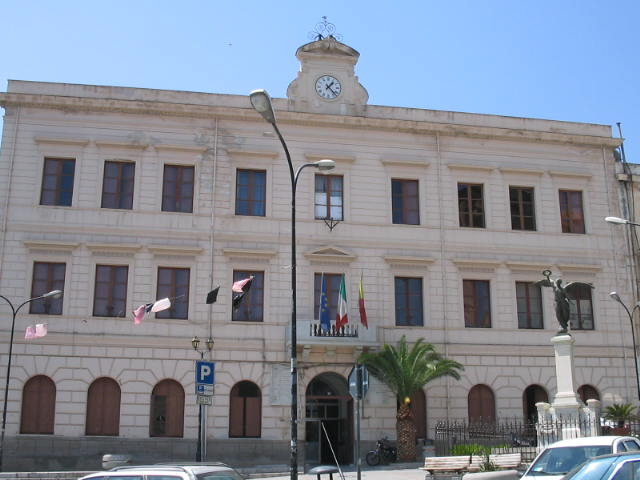
Ajuntament de Misilmeri
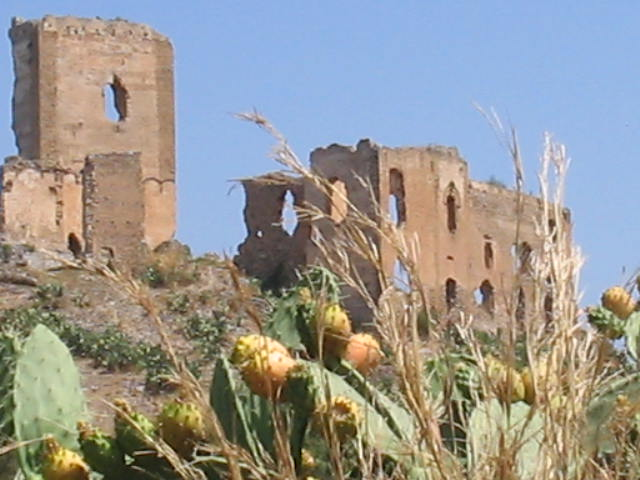
Castell de Misilmeri